# Chapelle russe de Darmstadt
La chapelle Sainte-Marie-Madeleine est une chapelle orthodoxe russe située dans le parc de Mathildenhöhe à Darmstadt, dans le Land de Hesse. Elle fut construite de 1897 à 1899 par Léon Benois, célèbre architecte pétersbourgeois et grand-père de Peter Ustinov, dans un style néo-russe, inspiré du XVIe siècle, et Art nouveau.
Elle fut construite à la demande de l'empereur Nicolas II de Russie qui, lorsqu'il rendait visite à sa belle-famille dans la ville natale de son épouse Alexandra, n'avait pas de lieu de culte orthodoxe pour sa propre famille. Elle fut édifiée grâce à un don personnel de l'empereur de 400 000 marks. Elle a été restaurée entre 2004 et 2008.
Les habitations et les ateliers groupés près de la chapelle russe formaient en 1901 le centre de l'exposition « Un document de l'art allemand ».

## Galerie

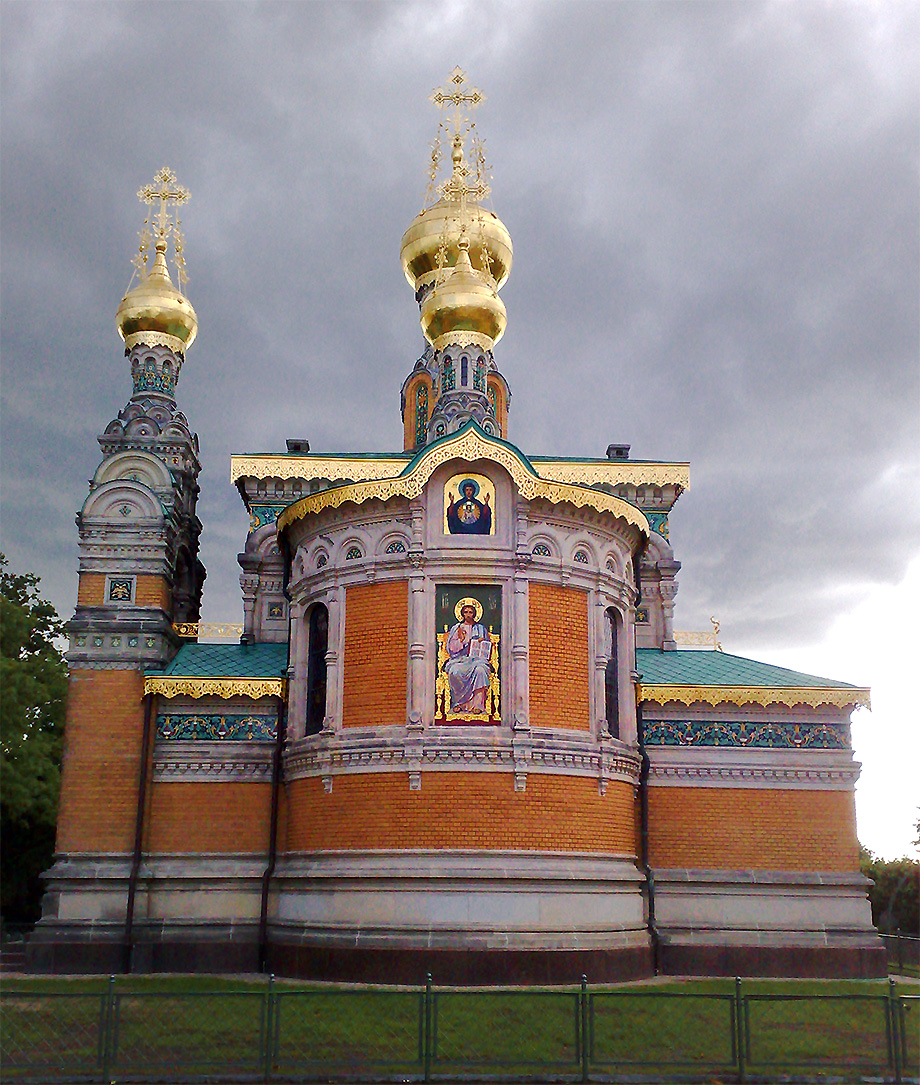
Vue de côté de la chapelle
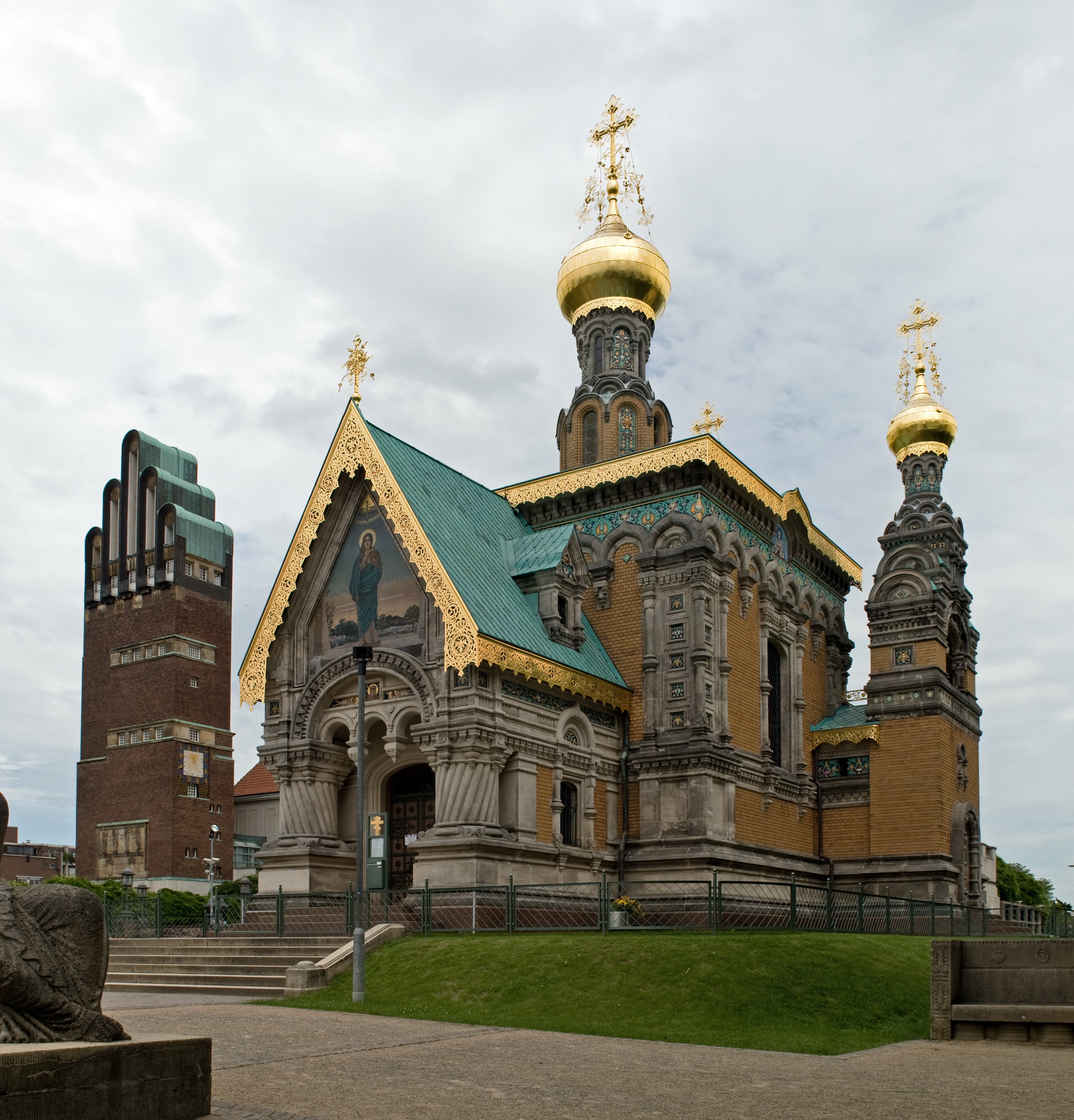
Façade de la chapelle
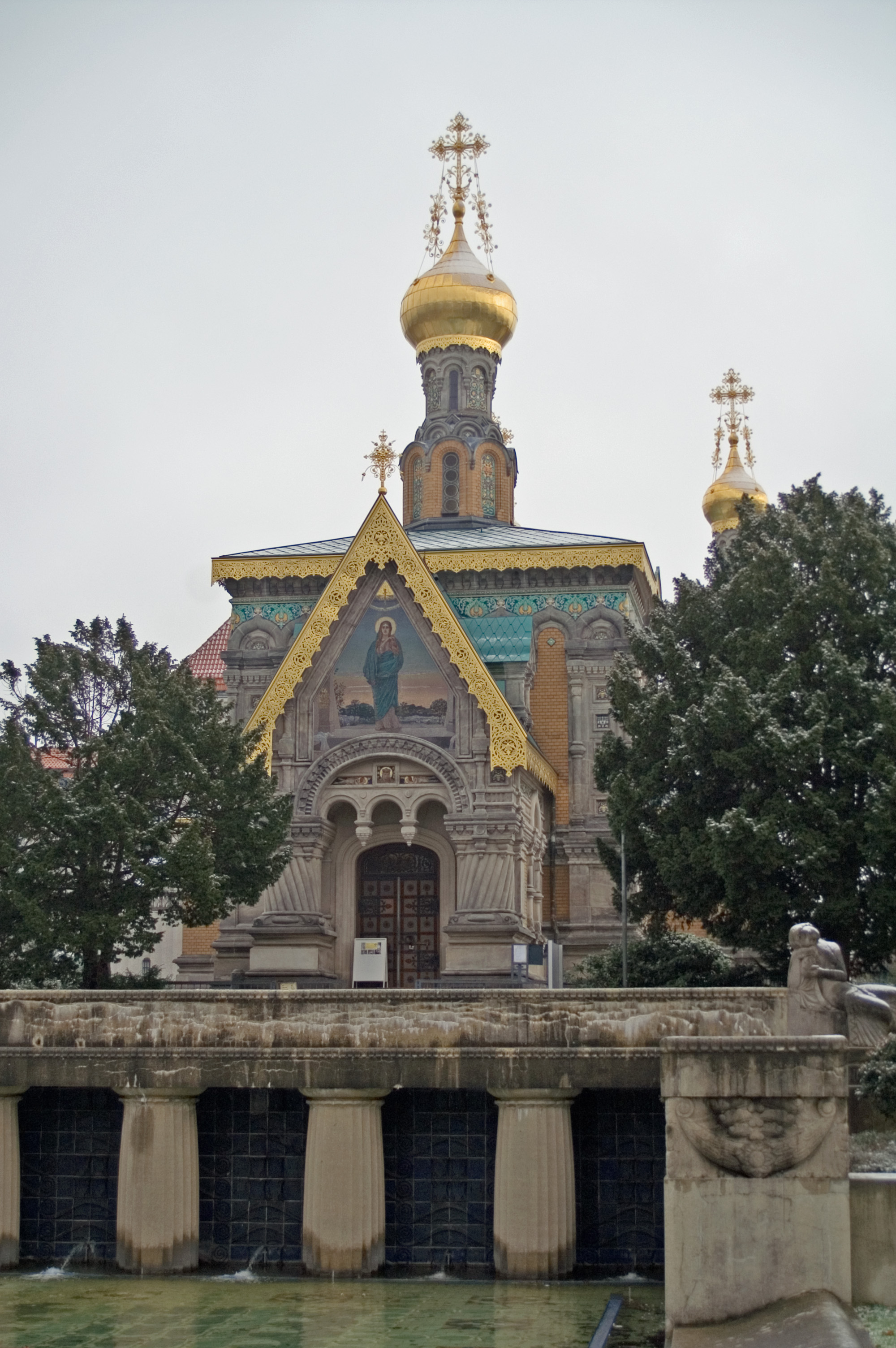
Entrée de la chapelle
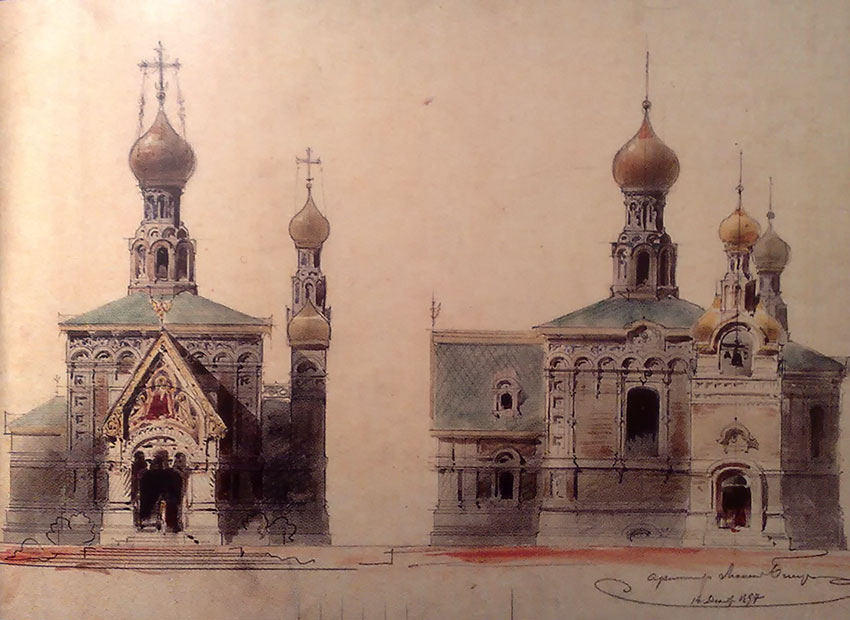
Projet de Léon Benois